# Домрачёв, Александр Васильевич (государственный деятель)
Алекса́ндр Васи́льевич Домрачёв (5 ноября (18 ноября) 1906, Уфа, Российская империя — 26 января, 1961, Москва, РСФСР) — советский государственный деятель, председатель Государственного комитета Совета Министров СССР по оборонной технике (1957—1958). Инженер-капитан.

## Биография
Родился в семье железнодорожника в 1906 году.
В 1936 году окончил Московский институт стали и сплавов по специальности инженер-металлург.
Член ВКП(б) с 1927 года. Депутат Верховного Совета РСФСР 2 созыва.
С сентября 1958 года — персональный пенсионер союзного значения.
Умер в 1961 году, похоронен в Москве на Новодевичьем кладбище.

### Деятельность

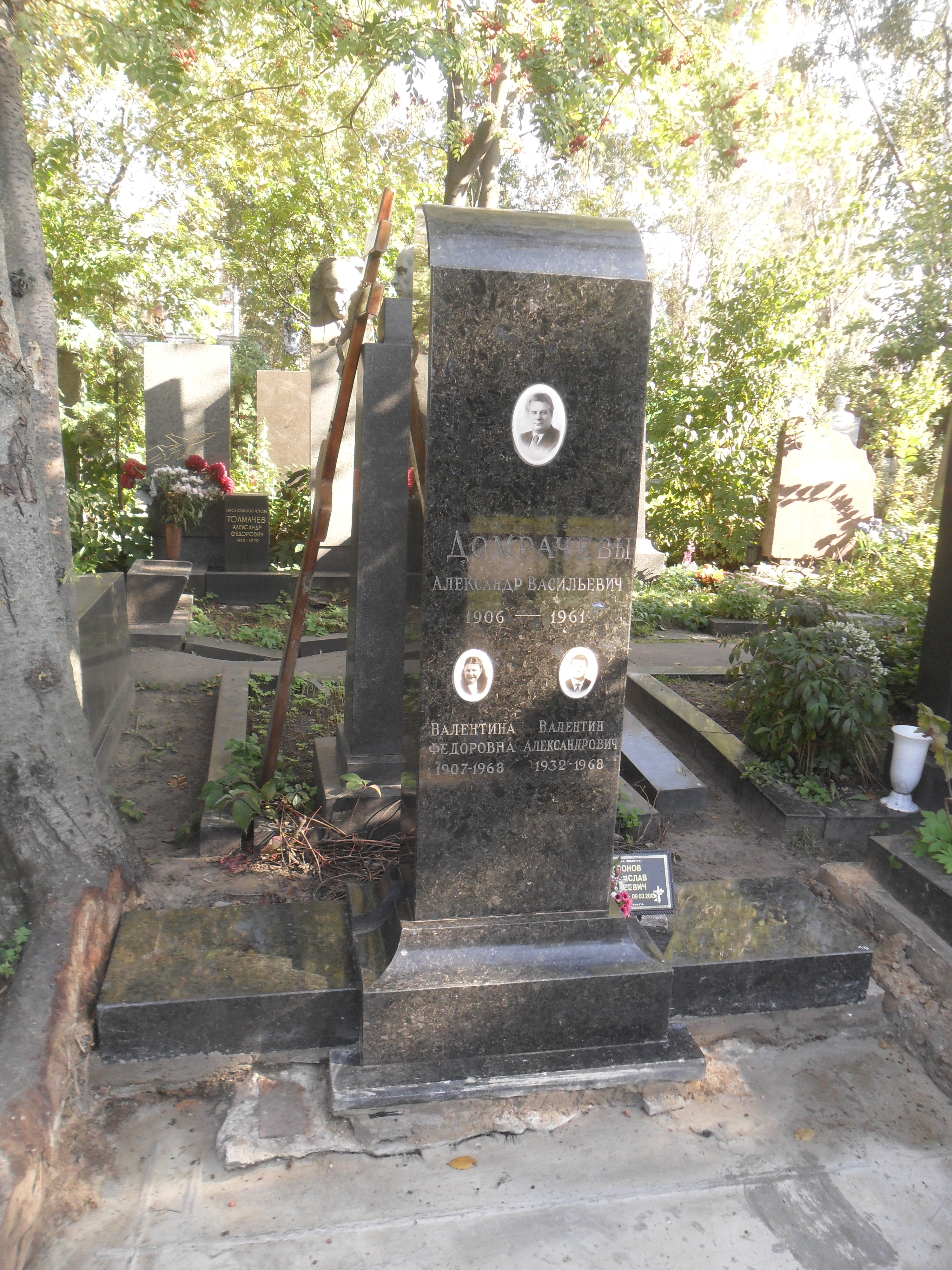
Могила Домрачёва на Новодевичьем кладбище Москвы.

- В 1936—1937 годах — начальник цеха завода № 3 наркомата оборонной промышленности СССР.
- С 1937 года — заместитель директора,
  - с 1938 года — директор завода № 38 наркомата вооружения СССР.
- В 1941—1944 годах — директор завода № 556,
  - в 1944—1945 годах — директор завода № 548,
  - в 1945—1946 годах — директор завода № 558 наркомата боеприпасов СССР.
- В 1946—1950 годах — директор завода № 3[1][2],
  - в 1950—1951 годах — директор завода № 232 министерства вооружения СССР.
- В марте-октябре 1951 года — заместитель министра вооружения СССР.
- В 1951—1953 годах — первый заместитель министра вооружения СССР.
- В 1953—1957 годах — первый заместитель министра оборонной промышленности СССР.
- В 1957—1958 годах — председатель Государственного комитета Совета Министров СССР по оборонной технике.
- В апреле-сентябре 1958 года — председатель СНХ Ленинградского экономического административного района — министр РСФСР.

## Награды и звания
- 2 ордена Ленина (в т.ч. 26.11.1956)
- 2 ордена Трудового Красного Знамени
- орден Красной Звезды
- медали